# Abierto Internacional Ciudad de Cancun 2010
L'Abierto Internacional Ciudad de Cancun 2010 è stato un torneo professionistico di tennis maschile giocato sulla terra verde, che faceva parte dell'ATP Challenger Tour 2010. Si è giocato a Cancun in Messico dal 15 al 21 novembre 2010.

## Partecipanti

### Teste di serie
| Nazionalità | Giocatore             | Ranking* | Testa di serie |
| ----------- | --------------------- | -------- | -------------- |
| Argentina   | Carlos Berlocq        | 75       | 1              |
| Spagna      | Pere Riba             | 79       | 2              |
| Spagna      | Rubén Ramírez Hidalgo | 80       | 3              |
| Argentina   | Brian Dabul           | 83       | 4              |
| Argentina   | Horacio Zeballos      | 108      | 5              |
| Slovenia    | Grega Žemlja          | 122      | 6              |
| Argentina   | Máximo González       | 155      | 7              |
| Francia     | Éric Prodon           | 160      | 8              |

- Ranking all'8 novembre 2010.

### Altri partecipanti
Giocatori che hanno ricevuto una wild card:
- Daniel Garza
- César Ramírez
- Ty Trombetta
- Mark Verryth
- Iván Endara (alternate)

Giocatori passati dalle qualificazioni:
- Benjamin Balleret
- Thomas Cazes-Carrère (Lucky Loser)
- Leonardo Kirche
- Axel Michon
- Pedro Sousa

## Campioni

### Singolare
Pere Riba ha battuto in finale  Carlos Berlocq, 6–4, 6–0

### Doppio
Víctor Estrella Burgos /  Santiago González hanno battuto in finale  Rainer Eitzinger /  César Ramírez, 6–1, 7–6(3)